# Баклуші (Новосибірська область)
Баклуші (рос. Баклуши) — село у Доволенському районі Новосибірської області Російської Федерації.
Входить до складу муніципального утворення Баклушевська сільрада. Населення становить 794 особи (2010).

## Історія
Згідно із законом від 2 червня 2004 року органом місцевого самоврядування є Баклушевська сільрада.

## Населення
| 1926 | 2002  | 2007 | 2010 |
| ---- | ----- | ---- | ---- |
| 3290 | ↘1044 | ↘884 | ↘794 |